# ایبو شو
ایبو شو (به ترکی استانبولی: İbo Show) یک برنامه تاک شو است که توسط ابراهیم تاتلیسس(به ترکی استانبولی: İbrahim Tatlıses) ارائه می‌شود و پخش آن از ۱۹ نوامبر ۱۹۹۳ آغاز شده است. فصل اول آن از کانال ۶ پخش شد و سپس به شبکه‌هایی مانند TGRT، استار تی‌وی، آ تی‌وی، شو تی‌وی و بیاز تی‌وی منتقل شد. او با برنامه خود در دهه ۹۰ رکورد‌های ریتینگ را شکست. در این برنامه بازیگرانی چون اولگون شیمشک و اوریم آکین شرکت داشته اند. پخش آن با کیفیت HD در سال ۲۰۱۰ آغاز شد. این برنامه در ۱۳ مارس ۲۰۱۱ پس از اتفاقاتی که ابراهیم تاتلیسس تجربه کرد در شبکه‌ی بیاز (Beyaz Tv) به پایان رسید. در مجموع ۱۸ فصل پخش شد و با ۶۴۲ قسمت با بینندگان خداحافظی کرد. تمامی قسمت‌های برنامه و بخش‌هایی از برنامه در کانال یوتیوب ابراهیم تاتلیسس پخش می‌شود. این برنامه که قرار بود با فصل جدیدش در ۳۱ اکتبر ۲۰۲۰ از شبکه استار تی وی آغاز شود، پس از ۹ سال به دلیل زلزلهٔ ازمیر در ۳۰ اکتبر ۲۰۲۰ به تاریخ دیگری موکول شد، پخش مجدد آن از استار تی وی آغاز شد که در تاریخ ۱۴ نوامبر ۲۰۲۰ تا ۲۶ ژوئن ۲۰۲۱ پخش شد و با ۳۰ قسمت به پایان فصل رسید. پخش فصل جدید در ۱۳ فوریه ۲۰۲۲ آغاز شد.

## قالب
ارائه شده توسط ابراهیم تاتلیسس.
بخش های کمدی، افراد مشهور، نوازندگان و افرادی با داستان های عجیب مهمان برنامه هستند. ابراهیم تاتلیسس با یکی از آهنگ های خود وارد استودیو می شود. پس از پایان آهنگ، یکی از بازیگران وارد استودیو می شود. در بخش هایی از برنامه نوازندگانِ مهمان آهنگ های خود را می خوانند.
در این برنامه که ۱۸ سال به طول انجامید، با توجه به فصل ها تغییراتی در برخی قالب ها ایجاد شد. همچنین اجراهای تابستانی بین فصل ۲۰۰۵-۲۰۰۴ این برنامه وجود داشت. در فصل دوازدهم بخش هایی از برنامه های قدیمی نمایش داده شدند. در این برنامه بازیگرانی مانند اولگون شیمشک و اوریم آکین شرکت داشته‌اند. در پایان برنامه اسامی دست اندرکاران و حامیان مالی ذکر می‌شود.

## تاریخچه برنامه

### ۱۹۹۳-۲۰۰۶
ایبو شو اولین بار در تاریخ ۱۹ نوامبر ۱۹۹۳ از شبکه ۶ (ترکیه) شروع به پخش کرد. اولین مهمانان برنامه ابرو گوندش و سلامی شاهین بودند. در فصل اول این برنامه ابراهیم دیزلک و آیدمیر آکباش به تقلید از هنرمندان شرکت کردند. فصل دوم این برنامه از سپتامبر ۱۹۹۴ شروع شد و برنامه به شبکه استار تی وی منتقل شد. این برنامه با حضور هنرمندان محبوب آن دوره همراه بود. در فصل ۱۹۹۶-۱۹۹۵ اولگون شیمشک در این برنامه شرکت کرد. در سپتامبر ۱۹۹۶، این برنامه فصل چهارم خود را آغاز کرد و به شبکهٔTGRT انتقال یافت. سپس در سپتامبر ۱۹۹۷ فصل پنجم برنامه شروع شد و به آ تی‌وی منتقل شد و دکور جدیدی برای استودیو ساخته شد. در حین حضور در این کانال، این برنامه رکوردهای رتبه بندی (به انگلیسی : Rating) را شکست. بازیگران و هنرمندان مختلف همچنان مهمان برنامه بودند. این برنامه هر هفته رکوردهای رتبه بندی را شکست. اولین مهمانان فصل هفتم ملتم جومبول و امید بسن، ابرو یاشار و گونل بودند.

### ۲۰۰۷-۲۰۱۰
در پایان دهه ۲۰۰۰، همچنان میزبان هنرمندان محبوب آن دوره بود. این برنامه که در سپتامبر ۲۰۰۹ به شبکه استار تی وی منتقل شد، به مدت ۱ فصل در اینجا پخش شد، سپس در فصل ۲۰۱۱-۲۰۱۰ به تلویزیون بیاز منتقل شد و در ۱۳ مارس ۲۰۱۱ در اینجا به پایان رسید. ابراهیم تاتلیسس در ۱۴ مارس ۲۰۱۱، در شروع برنامه ای که دنیز سکی و کوتسی مهمان آن بودند، بر اثر تیراندازی از ناحیه سر مجروح شد. تاتلیسس که متعاقباً به بیمارستان منتقل شد، در نتیجه جراحی ۶ ساعته به بخش مراقبت‌های ویژه منتقل شد. بیانیه رسمی پزشکان به شرح زیر است: جان این هنرمند در خطر است، اما کمتر از جایی که شروع کردیم.» داملا بوکت چاکیجی، دستیار ابراهیم تاتلیسس نیز در این حمله مجروح شد. تحقیقات گسترده ای در مورد این حمله آغاز شد که مشخص شد این حمله از یک خودروی خاکستری رنگ فیات لاینه انجام شده است و تا ۱۶ مارس ۲۰۱۱، خودرو پیدا شد. مظنون شماره یک ترور، عبدالله اوچمک، دستگیر شده است.
این هنرمند که به مدت دو هفته در بخش مراقبت های ویژه بیمارستان Acıbadem Maslak بستری بود، در تاریخ ۲۸ مارس ۲۰۱۱ بر اساس اظهارات پزشکانش از بخش مراقبت های ویژه خارج شد و بدین ترتیب خطر جانی وی برطرف شد. از ۶ آوریل ۲۰۱۱، خانواده تاتلیسس می خواستند درمان را در آلمان ادامه دهند و آنها تاتلیسس را با هواپیمای متعلق به جمهوری ترکیه به آلمان بردند. پس از این رویداد، برنامه نهایی شد.

### ۲۰۲۰-تا الآن
بعد از ۹ سال، ایبو شو دوباره در تاریخ ۱۴ نوامبر ۲۰۲۰ از استار تی وی شروع به پخش کرد. ایبو شو که قرار است اولین قسمت آن در روز شنبه ۳۱ اکتبر پخش شود، به دلیل وقوع زلزله در ازمیر به مدت دو هفته پخش نشد. در قسمت اول سیبل جان، شافاک سزر، کوتسی، دنیز سکی و آیدمیر آکباش. حولیا آوشار، کوبات، اولگون شیمشک و دمت آکباع در قسمت دوم؛ در قسمت سوم کیبریه، هاکان آلتون و اوسنو سنلنن; در قسمت چهارم، چنگیز کورت‌اوغلو، عارف سوسام، گونکا ووسلاتری و امید بسن. در قسمت پنجم، گلبن ارگن، سردار اورتاچ، مصطفی اوستونداغ و نیلگون بلگون. اوکتای کاینارجا، نشه زارا، اویا بشر و ییلماز وورال در قسمت ششم; در قسمت هفتم اوکان بایولگن، جوشکون صباح، لینت و صباح تومر; در قسمت سال نو، هانده ینر، سردار اورتاچ، سدا سایان، بولنت ارسوی و شافاک سزر مهمان بودند. سردار اورتاچ، گولّو و شافاک سزر دو بار در یک فصل، با قسمت سال نو، مهمان برنامه ایبو شو بودند.